# 雷波少年系熱狂的巨人ファンシリーズ
雷波少年系熱狂的巨人ファンシリーズ（らいはしょうねんけいねっきょうてききょじんファンシリーズ）は、日本テレビにおいて放送されていた「雷波少年」で行われた企画である。

## 概要
都内某所に設置されたテントまたはマンションの一室の中で読売ジャイアンツ（巨人）を応援しながら生活するという企画。ナレーションは木村匡也ではなく伊倉一恵が務めた。放送では出演者の顔は隠されており、チームの勝敗に応じて食事の有無や、もらえる特典など待遇が変わっていく。連勝すればするほど食事も豪華になり、優勝すれば素顔と名前が公開できる。ただし負けるとその時点で電気、水道がストップとなる。1999年からは巨人ファンに加え、阪神タイガースのファン（1999年）、中日ドラゴンズのファン（2000年）も参加するようになった。
1998年は横浜ベイスターズが、1999年は中日がリーグ優勝しこの企画は失敗に終わったが、2000年にこれまでの応援の甲斐もあって見事に優勝し無事成功に終わった。
巨人が優勝した翌年の2001年はこの企画は行われなかった。2002年3月には番組自体が終了してしまったため、本家の『進ぬ!電波少年』においてこの企画のスタンスを受け継いだ「電波少年的ペナントレース」という企画が放送された。

## ルール
基本ルール
応援する球団の勝敗で待遇が変化する。勝利した場合は食事が与えられ、連勝すると食事の他にご褒美が提供される。ご褒美の内容は食事におかずが追加される他、連勝が伸びれば伸びるほど「彼女に会える」「ペアでハワイ旅行」など豪華なものになっていく。優勝した場合は素顔と名前公開に加え豪華な副賞も得られる。
敗退した場合はペナルティとして食事抜きとなり、絶食を強いられる。また、電気・水道もストップとなる。3連敗した場合は丸刈りにしなければならない。電気が止まっている間も野球中継は普通に見ることが出来る。企画当初は敗退の際には断水により水を飲むことも出来なくなっていたが、1999年において最初の巨人ファンが連敗が重なった時期に脱水症状を起こしたため、医師の指示でそれ以後は勝敗に関係なくスポーツドリンクが支給されることになった。
移動日や雨天中止などで試合が無い日は直前の試合の結果が適用される。例えば移動日の前日の試合で負けてしまった場合は、2日連続で食事抜きとなる。それに雨天中止などが重なった場合は、連敗もしていないのに絶食状態が続くことになる。
オールスター戦
シーズン中盤におこなわれる『オールスター戦』では特別ルールとしてセ・リーグが勝利した場合は豪華料理が振舞われる。ただし、負け、もしくは引き分けの場合はレギュラーシーズン通り食事抜き、ならびに電気・水道がストップとなる。これにより、2000年においては通常は両チームの応援部屋をカーテンで仕切られていたのがこの期間内のみ取り外され、共にセ・リーグの勝利に向けて応援しあう光景が見られた。この際に、時には普段において犬猿の仲である二人がセの選手の活躍に抱擁しあうシーンや、勝利した暁には二人で仲良くディナーを囲みおしとやかに食事をするなどまるで恋人同士であるかのようなシーンもみられた。

## 熱狂的巨人ファン　＜1998年＞
1998年は多摩川の上流にあるテントで熱狂的巨人ファンであるお笑いコンビ｢アンポンタン｣の安藤哲也一人が応援するという内容だった。この年の巨人戦中継時の選手応援メッセージのコーナーに、熱狂的巨人ファンの元へ食事を届ける出前屋さんからのメールが紹介されたことがある。
秋のスペシャルでは巨人戦直後の彼が巨人の勝利にテントの中で狂喜乱舞する様子が生中継された。翌年の当企画開始直前においてこの年も再度挑戦するか彼の自宅に訪れ交渉をおこなったが断っている。ちなみに断った時に顔隠しは消え、彼の名前と素顔が明らかになった。

### ご褒美

#### 前半戦
- 1勝目：ラーメン
- 2連勝：ラーメン・ライス
- 3連勝：ラーメン・ライス・餃子
- 4連勝：食事 + プリン
- 5連勝：食事 + コンソメパンチ
- 6連勝：食事 + お母さんに電話ができる
- 7連勝：食事 + 顔斜め後ろ45度公開
- 8連勝：食事 + 相方に電話（未登場）
- 9連勝：食事 + 憧れの藤崎奈々子がテントを慰問（未登場）
- 10連勝：食事 + 名前公開（但し、下の名前のみ）
- 11連勝～14連勝：食事 + ベンツ・フェアレディZ・ポルシェなど
- 15連勝：食事 + 中目黒の1Rマンション

#### 後半戦
- 1勝目：チャーハン（スープ付き）
- 2連勝：チャーハン・野菜炒め
- 3連勝以降は食事に加え、上記の内容が書かれたルーレットにダーツを当てるという形式のものとなった。この時に、見事ベンツを獲得している。このほか、安藤の大好物のカルビーコンソメパンチや、スペシャルメニュー[9]もあった。安藤の写真公開もあった[10]。

矢を的に当てられなかったことが一度あり、再チャレンジを申し出たが無効となった。

## 熱狂的巨人ファンVS阪神ファン　＜1999年＞
これまでの巨人ファンに加え、阪神ファンとともに都内の某所（日本テレビタワー予定地）にてそれぞれの応援用テントを張り、応援合戦を繰り広げるものだった。しかし前半戦の途中で巨人ファンがドクターストップし、復帰後も度重なる敗戦により巨人を信じられなくなり、リタイアしてしまったため（以降はどんなに連敗状況であっても、スポーツドリンクは無条件で支給された）、以降は新たな巨人ファンを迎えるとともに新巨人ファンとタイトルを変えて続行した。後半戦の終盤では阪神ファンがドクターストップとなったが、このときは阪神ファンの恋人である摂子がピンチヒッターとして一時的に参戦し、「新巨人ファンVS摂子」として放送された。阪神ファンはその後復帰するが、摂子に会いたいという気持ちが抑えられなくなり置手紙を残してひそかにテントを去り（去り際に備品のラジオをパクって）終了となった。
尚、最初の巨人ファンは東京NSC出身で、ロンドンブーツ1号2号や品川庄司らと同様に期待されていた若手お笑いコンビ・トランジスタタイムの河原純二であった。相方は現在いしいそうたろうとして活動している。新巨人ファンは当時大川興業所属だった芸人・プチ鹿島で、阪神ファンも大川興業の芸人であったことが後に判明した。
新巨人ファンは当企画終了後にBluem of Youthのライブに大川総裁とともに参加。その際に関係者が紹介され、総裁は本名において顔出しされたが、巨人ファンは巨人のマスコットである「ジャビット君」のお面をつけてステージに立った。この時には企画の際に総裁からプレゼントされたウサギも同伴していた。

### ご褒美

#### 前半戦
- 1勝目：ごはん・みそ汁
- 2連勝：ごはん・みそ汁・玉子
- 3連勝：ごはん・みそ汁・玉子・好きなおかず
- 4連勝：食事 + 彼女と文通ができる
- 5連勝：食事 + 彼女に会える（その1）
- 6連勝：食事 + 彼女に電話が出来る
- 7連勝：食事 + 彼女からの差し入れがもらえる
- 8連勝：食事 + 彼女に会える（その2）
- 9連勝：食事 + 彼女がテント部屋に1時間滞在
- 10連勝以降：食事 + 彼女とペアでハワイ旅行にご招待（シーズン終了後）
- 優勝した際は、晴れて素顔ならびに名前（フルネーム）公開となる。

#### 後半戦
- 1勝目：ごはん・みそ汁・玉子
- 2連勝：ごはん・みそ汁・玉子・好きなおかず
- 3連勝以降は、前半戦の内容を上に繰り上げ、9連勝でハワイ旅行となった。
- 10連勝した場合は豪華ホテルで彼女と盛大に挙式＆披露宴がプレゼントされるものとなった。

ただし、最初の巨人ファンリタイア後に参戦した新巨人ファンにも企画に参加する際には付き合って間もない彼女がいたものの、企画の関係上、常に拘束されていたことが原因となり、途中において彼女に振られて失恋してしまったため、全ての項目を彼の所属事務所社長である“総裁”に変更され、さらに後半戦に追加された10勝目における“挙式＆披露宴”の項目に代わり『豪華ホテルで総裁と盛大に“打ち上げ”』となった。

## 熱狂的巨人ファンVS中日ファン2000　＜2000年＞
前年のスタンスを維持した上で、応援部屋をテントからマンションの一室に変更しておこなわれた。巨人ファンには女性が参戦した。この年はどちらかのチームがBクラスになった場合女性はヘアヌード写真集発売、男性は芸能界追放、両チームがBクラスとなった場合はともに結婚しなければならないというルールが追加された。
この年は見事に巨人が優勝した年であるが、優勝を控えた数日前、巨人の優勝マジックが2になった時点で巨人ファンは“リーチ部屋”に移動され、そこで応援を続けることとなった。リーチ部屋は特設ステージの中に設置されたセットであり、優勝した際は遠隔操作により壁が取り外されるとともに女性巨人ファンの素顔が公開され、特設ステージに集まった観衆とともに優勝を喜び、嬉しさのあまり号泣してしまった。この時1998年・1999年の歴代巨人ファンもお面をつけて駆けつけ、「ジャイ子ちゃん、俺たちが果たせなかった素敵な夢をありがとう!!」と言って花束を贈呈した。
同じ頃、落胆していた中日ファンの部屋に1999年の阪神ファンが現れ、中日ファンのこの半年の応援生活を労うとともにしみじみと酒を交わした。しかし酔った勢いで2人は裸になりカメラに向かって「俺たちも顔を出せ!!」と怒鳴り込んだりした。
この優勝により巨人ファンは番組の司会に抜擢された。巨人優勝翌日には中日ファンは故郷に帰省することになり、巨人ファン・中日ファンともに東京駅において半年間の応援生活を振り返りつつも涙ながらにお別れを交わした。さらに巨人ファンは中日ファンに手作り弁当を渡し、硬い握手を交わす。このムードに紛れ中日ファンが「キスかやぁ～」と迫ったが、巨人ファンに「バカじゃないの!!」と罵倒された。その後中日ファンが乗った新幹線を見送ったのち、その場においてスタッフからカンペが出され、「えっと次は、『雷波少年系麺ロードの旅』!」と言って次のコーナーに移るといったその場で当番組司会としての初仕事をおこなった。

### ご褒美

#### 前半戦
- 1勝目：ごはん・みそ汁
- 2連勝：ごはん・みそ汁・玉子
- 3連勝：ごはん・みそ汁・玉子・好きなおかず
- 4連勝：食事 + その日だけ好きな洋服が着られる（巨人ファン）・その日だけ好きな洋モクが吸える（中日ファン）[21]
- 5連勝：食事 + 好きな人（それぞれの家族や友人など）に電話が出来る
- 6連勝：食事 + 素敵なご褒美[22]
- 7連勝：食事 + 素顔4分の1公開
- 8連勝：食事 + 素顔4分の2公開
- 9連勝：食事 + 素顔4分の3公開
- 10連勝以降：食事 + 素顔全部&名前（フルネーム）公開[23]
- 優勝した際は、雷波少年の司会に抜擢、さらに副賞としてペアでハワイ旅行にご招待だった。

#### 後半戦
- 1勝目：ごはん・みそ汁・玉子
- 2連勝：ごはん・みそ汁・玉子・好きなおかず
- 3連勝以降は、前半戦の内容を上に繰り上げ、9勝目で素顔全部＆名前（フルネーム）公開となった。また、部屋の広さが3勝目より4分の1、4勝目に4分の2、5勝目に4分の3とそれぞれ広くなることも追加された[24]。
- 10勝目以降は、巨人ファンは憧れの高橋由伸選手とデート、中日ファンは星野監督とデート[25]となった。

なお、電気代がもったいないので、後半戦からは巨人対中日の直接対決の日においては1台のテレビにおいて二人同時に応援する事に変更となった。

## エピソード
- 一度、届いた食事を前に嬉しさのあまり絶叫しながら立ち上がり、テーブルに膝がぶつかって料理ごと倒れてしまった事がある。
- 2000年において、中日が3連勝した際に、中日ファンが名古屋名物のあんかけスパゲッティを注文したが、出前先の勘違いでアンコのかかったスパゲッティが出された[26]。
- 生みの親である土屋敏男自身は野球自体には全く興味がないが、周囲の巨人ファン（森浩美）から「巨人が負けたらショックで飯が喉を通らない」という一言を聞いたことがこの企画を生み出すヒントとなったという[27]。
- 直接対決のときはBGMがかかる[28]。